# Гримо, Поль
Поль Гримо (фр. Paul Grimault, род. 23 марта 1905, Нёйи-сюр-Сен, Франция — 29 марта 1994, Мениль-Сен-Дени, Франция) — французский режиссёр-мультипликатор, художник и писатель.

## Биография
Провел детство в Брюнуа но в начале Первой мировой войны родители отправили его в безопасную Нормандию. В 1916 году он переехал в Париж к своей семье. Окончил школу Жермен-Пилон, где учился с 1919 по 1922 год (сейчас она носит название Школа прикладных искусств). В 1925—1926 годах проходил службу в армии по призыву. Занимался декоративным искусством, в частности росписью мебели. С 1930 года работал в рекламном агентстве «Дамур», где отвечал за оформление стендов и витрин. Здесь познакомился с Жаком Превером. Одновременно, увлекаясь кино, участвовал в работе группы «Октябрь» (в 1931—1936 годах), дублировал иностранные фильмы или исполнял небольшие роли в фильмах (Жана Виго «Аталанта» и Жана Ренуара «Преступление господина Ланжа»). В 1931 году вместе с Жаном Ораншом снял короткометражный фильм «La séance de spiritisme est terminée».
Увлекся мультипликацией, технику которой постоянно совершенствовал. В 1936 году создал собственную студию «Les Gémeaux» (совместно с André Sarrut). В мультфильме «Электрические явления» (1937), снятом для Международной выставки в Париже, он впервые во Франции применил техниколор, который изучал в Лондоне. Начавшаяся в 1939 году Вторая Мировая война прервала съемки фильма «Го в гостях у птиц». Гримо продолжал работать и в годы оккупации (во время Второй мировой войны «Les Gémeaux» была единственной мультипликационной студией в оккупированной Европе): «Пассажиры „Большой Медведицы“» (1941) и «Продавец нот» (1943), «Пугало» (1943, здесь впервые появляется простодушный шутник и друг птиц Нигло — постоянный персонаж многих фильмов режиссёра), «Похититель громоотводов» (1944), «Волшебная флейта» (1946). В условиях оккупации все эти фильмы носили развлекательный характер. «Маленький солдат» (снят уже после войны, в 1947 году) — первая совместная работа с Жаком Превером (фильм отличался глубиной и драматизмом).
На собственные средства Поль Гримо снял первый французский полнометражный рисованный мультипликационный фильм «Пастушка и Трубочист» («La Bergère et le Ramoneur», сценарий Жака Превера по сказке Ханса Кристиана Андерсена, музыка Жозефа Косма). Фильм был начат в 1947 году, но вышел на экраны только в 1953 году. Из-за разногласий авторов мультфильм был выпущен в незавершенном виде. Разногласия привели к ликвидации студии «Les Gémeaux» и разрыву между André Sarrut и Полем Гримо. В англоязычных странах фильм был выпущен в прокат под названием «The Curious Adventures of Mr. Wonderbird».
В 1952 году Гримо стал руководителем студии «Les films Paul Grimault». В 1956 году стал ориентироваться на выпуск документальных и художественных фильмов, сотрудниками его стали режиссёр Янник Беллон, документалисты Крис Маркер, Фредерик Россиф, мультипликатор Жан-Франсуа Лагиони, Пьер Превер. Сам Гримо выступал в качестве продюсера, декоратора, специалиста по спеэффектам, художника чужих фильмов. Возвратился к мультипликации в 1969 году, сняв короткометражные фильмы «Бриллиант» (1969) и «Пес-меломан» (1973).
В 1963 году режиссёр выкупил негатив «Пастушки и Трубочиста», а с 1967 года вновь приступил к работе над ним вместе с Жаком Превером. Сюжет при этом претерпел значительные изменения. Новый вариант фильма вышел на экраны только в 1980 году под названием «Король и Птица» («Le Roi et l’Oiseau»). «Король и Птица» в новой версии сталкивает насилие власти и дух свободы. Картина одновременно наполнена сарказмом и нежностью, жестокая и эмоциональная. На этот раз музыка к фильму принадлежала Войцеху Киляру. Фильм был удостоен Премии Луи Деллюка. Его посмотрели в то время 1,7 миллиона зрителей.
В 1988 году совместно с Жаком Деми создал фильм «Вертящийся столик» (своеобразная ретроспектива раннего творчества Поля Гримо, куда вошли семь его фильмов 1931—1947 годов, между ними — игровые вставки).
В 1989 году получил почётный Сезар за творчество на 14-й церемонии вручения этой награды.

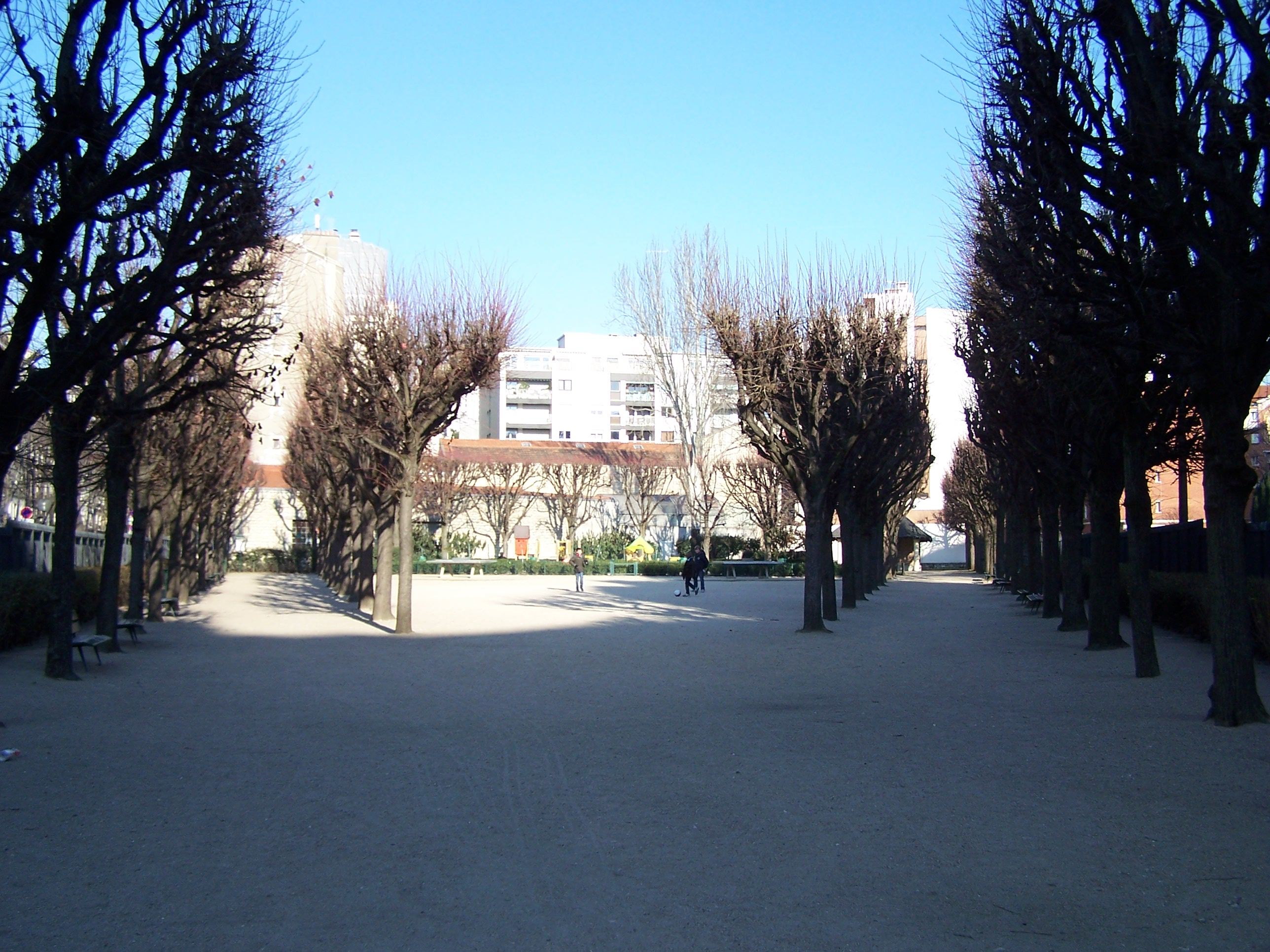
Сквер Поля Гримо в Париже.
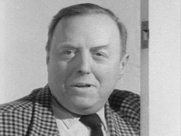
Поль Гримо в 1961 году.

## Избранная фильмография
| Год  | Название фильма | Награды |
| ---- | --- | --- |
| 1944 | Похититель громоотводов (Le Voleur de paratonnerres, Франция, короткометражный, 10 минут)                           | Венецианский кинофестиваль 1946 года — премия международного жюри критиков за лучший анимационный фильм |
| 1948 | Маленький солдат (Le petit soldat, Франция, короткометражный, 10,5 минут)                                           | 8-й Венецианский кинофестиваль, 1948 — Победитель в номинации International Award — Animated Film |
| 1952 | Пастушка и Трубочист (La Bergère et le Ramoneur, Франция, 63 минуты)                                                | BAFTA Awards, 1958 — Номинация в категории Лучший анимационный фильм; Венецианский кинофестиваль, 1952 год — Победитель в номинациях FIPRESCI Prize и Special Jury Prize, номинация в категории — Золотой лев за режиссуру |
| 1980 | Король и птица (Le roi et l’oiseau, Франция, 83 минуты режиссёрская версия, обычно демонстрируется версия 68 минут) | Chicago International Film Festival, 1983 — Номинация на Золотого Хьюго; Prix Louis Delluc, 1979 |
| 1988 | Вертящийся столик (La table tournante, Франция, 80 минут, совместно с Жаком Деми)                                   | |

## Интересные факты
- Все копии фильма «Король и Птица» в новой версии находились к началу XXI века в удручающем состоянии. StudioCanal, занявшийся восстановлением фильма, в течение двух с половиной лет (январь 2001 года-июль 2003 года) проводил эту работу. Она состояла в фотохимической и цифровой реставрации изображения и фонограммы и была проведена под руководством Béatrice Valbin.
- Именем Поля Гримо назван один из парижских скверов.
- Поль Гримо — автор мемуаров, озаглавленных «Traits de mémoire».
- Режиссёр выступил в качестве иллюстратора в двух книгах своих друзей: Jean L’Hôte «La communale» (Paris. Seuil. 1957[16]) и Albert Simonin «Le Petit Simonin illustré» (Paris. Pierre Amiot. 1958[17]).
- Поль Гримо оказал большое влияние на китайского мультипликатора Тэ Вэя в его решении вернуться к авторской мультипликации во время личной встречи с ним.